# Isamu Sonoda
Isamu Sonoda (園田 勇?, Sonoda Isamu; Yanagawa, 4 novembre 1946) è un ex judoka giapponese.

## Palmarès
Olimpiadi
- 1 medaglia:
  - 1 oro (80 kg a Montréal 1976)

Mondiali
- 2 medaglie:
  - 1 oro (80 kg a Città del Messico 1969)
  - 1 argento (80 kg a Losanna 1973)

Universiadi
- 1 medaglia:
  - 1 oro (80 kg a Tokyo 1967)